# Marc d'Alsace
Le marc d'Alsace, marc de gewurztraminer, marc de gewurz ou marc d'Alsace gewurztraminer de par sa dénomination légale est une eau-de-vie fabriquée à partir du marc de gewurztraminer ayant servi au préalable à l'élaboration d'un vin d'Alsace.
Déjà connu au XVIIe siècle, le marc d'Alsace gewurztraminer bénéficiait depuis 1966 d'une appellation réglementée. L'attribution en 2009 d'une appellation d'origine contrôlée (AOC) a abrogé cette appellation réglementée.

## Histoire
En 1894, le pasteur Kieffer mentionna dans son livre Geschichte der Gemeinde Balbronn (« Histoire de la commune de Balbronn ») une distillation en date de 1606. Il y dénombra 62 propriétaires distillateurs qui distillaient surtout des marcs. 
En 1713, soit à la fin du règne de Louis XIV, un édit royal « défend la fabrication et le transport de toutes sortes d'eaux-de-vie autres que celles du vin ». Parmi les matières premières interdites se trouvait le marc de raisin. Cet édit fut abrogé cinq ans plus tard sous la Régence, à la suite de la résistance des Alsaciens.
Puis vinrent les décrets de 1966 (appellation réglementée) et 2009 (attribution d'une AOC).

## Principales prescriptions
Ces prescriptions sont exprimées dans le décret de 2009.

### Description
- eau-de-vie incolore, non vieillie sous bois ;
- teneur en substances volatiles autres que l'éthanol et le méthanol supérieure ou égale à 3,00 grammes par litre d'alcool pur ;
- titre alcoométrique volumique à la commercialisation supérieur ou égal à 45 % vol.

### Origine
Les marcs proviennent de raisin récolté et vinifié sur les parcelles approuvées par l'INAO des communes correspondant à l'appellation d'origine contrôlée vin d'Alsace, soit 55 communes du Haut-Rhin et 64 communes du Bas-Rhin ; à aucun moment les marcs ne doivent sortir des limites des départements cités. 

### Méthode d'obtention
- Seul le cépage gewurztraminer Rs[4] est autorisé ;
- il doit être utilisé dans l'élaboration d'un vin répondant aux conditions des AOC alsace ou alsace grand cru[5] ;
- la durée de sa manutention est limitée :
  - en cas de vendange manuelle, la durée de chargement sur le pressoir (avant pressurage) est limitée au plus à deux heures ;
  - en cas de vendanges mécaniques, la durée entre le début de la récolte et le début du pressurage est limitée au plus à cinq heures ;
- la quantité de marcs bruts mis en œuvre est limitée au plus à 40 kilogrammes par hectolitre de vin AOC ;
- les marcs sont égrappés, mis en œuvre à l'abri de l'air sans enrichissement et sans conservateur ;
- la quantité d'alcool obtenue doit être comprise entre 4,5 et 7,5 litres d'alcool pur pour 100 kilogrammes de marcs ;
- la distillation ne peut se dérouler qu'entre ces deux dates :
  - deux mois après l'ouverture des vendanges au plus tôt ;
  - le 30 avril de l'année suivante au plus tard ;
- la distillation est réalisée au moyen d'alambics à repasse d'au plus vingt hectolitres de charge dont toutes les parties au contact des marcs ainsi que le chapiteau sont en cuivre ;
- l'injection directe de vapeur est interdite ;
- le titre alcoométrique volumique final est d'au plus 68,5 % à 20 °C ;
- les eaux-de-vie sont maturées pendant au moins trois mois avant commercialisation ;
- elles peuvent être finies avec un ajout d'au plus 10 g/l de sucres ;
- les étiquettes doivent comporter les mentions « marc d'Alsace gewurztraminer » et « appellation contrôlée ».